# 湖北料理
湖北料理（こほくりょうり、中国語 湖北菜 フーベイツァイ Húběi cài）は、中華人民共和国湖北省の郷土料理。鄂菜（がくさい、オーツァイ É cài）・楚菜（そさい、チューツァイ  Chǔ cài）とも呼ばれる。省内の各地で特徴が異なり、特に省都の武漢ではさまざまな味付けが混在しているため、中華料理の菜系への分類が難しい。

## 概要
湖北省は、位置的に旧来の中国の中央部にあり、海に面していないが、「九省通衢」（きゅうしょうつうく。九つの省への通路）と称されて来た。西から東に長江や漢江が流れ、南北の京広線などの鉄道や高速道路が合流する交通の要地で、各地の人が行き交う場所である。歴史的にも楚は、現在の湖南省を含む地域にまで広がる、南方系の民族が建てた国といわれ、後に北西から南下して全国を統一した秦に吸収されるなど、南北の地域の影響を強く受けてきた。このような要因から、湖北省の人々は、古くから華南・華北の料理を取り入れ、味も「酸」（酸っぱい）・「甜」（甘い）・「麻辣」（しびれるように辛い）・「清淡」（あっさりした塩味）とさまざまな味付けを受け入れ、また、周辺地域など、各地の多彩な食材を取り入れている。このため、湖北料理は中華料理の四大菜系のどれにも当てはまる部分があり、同時にどれとも異なる部分があるという、分類が困難な料理となっている。

## 地域差
湖北料理は、湖北省内でも地域差が大きい。これは、隣接する省からの影響を強く受けているためであり、大きく分けると、中央部の漢沔菜（かんべんさい）、東南部の鄂州菜（がくしゅうさい）、西南部の荊南菜（けいなんさい）、北西部の襄鄖菜（じょういんさい）の四系統があるとされる。

### 漢沔菜
漢沔菜は武漢菜（ぶかんさい）ともいい、最も多彩で、各地の特徴を兼ね持つ。塩味の料理には胡椒をよく利かせる場合もある。他地方の料理を出す店も多く、特に「点心」や「小吃」と呼ばれる軽食品の種類が豊富であるが、それぞれの専門店が出している。また、朝食に適したものもあり、朝から供されている。

### 鄂州菜
鄂州菜は鄂州・黄石などで食べられており、淮揚料理・安徽料理の沿江菜に近い甘さやあっさりさを持ち、煮魚や角煮のような煮物に特徴がある。

### 荊南菜
荊南菜は宜昌・荊州・洪湖など長江流域を中心とする地方の料理で、魚やアヒルなどの水辺で取れる食材と野菜などを組み合わせてさまざまに利用したり、薄味で素材のうまみを生かした料理が多い。他方、四川料理の重慶料理や湖南料理の影響を受けたトウガラシや花椒の辛い料理もある。

### 襄鄖菜
襄鄖菜は陝西料理・河南料理の影響を受けた、豚や鶏を使った塩辛い料理や煮込み料理と四川料理の影響を受けた辛い料理などしっかり味をつけるものが比較的多い。また、イスラム教徒が多い地区の周辺にあたり、清真料理の影響を受けた牛肉料理もある。

## 素材
素材の上では、湖北省は「千湖之省」という言い方があるように、南部を中心に長江や洪湖のような河川・湖沼が多く、北部にも漢水が流れるため、淡水魚を使った料理が発達している。中国各地で見られる蒸し魚・煮魚・唐揚げのほか、干した小魚を甘辛く炒めたごまめの様な料理や、淡水魚で作る蒲鉾・魚そうめんもある。魚は宴会や結納などの祝い事に欠かせない。湖北料理では魚のほかに、鮮魚のうまみを引き出す料理として、スープと「圓子」と呼ばれるつみれや団子が宴会に欠かせないとされ、「三無不成席」（三つがないと宴席が成立しない）と表現される。「圓子」には豆類やもち米など、植物性のものもあるが、穀物も省内に小麦栽培に適した地域も稲の栽培に適した地域もあり、南北の料理を作る原料が容易に手に入る環境にある。このような条件があるためか、粉蒸肉など、穀物と肉や野菜を組み合わせた料理もよく作られる。
また、西部には山岳地域も広がり、キノコ・筍・山菜・各種の薬草、鹿や熊といった野生動物も採取、狩猟可能な条件が揃っている。

## 歴史
約2400年前の戦国時代（紀元前403年 - 紀元前221年）の遺跡である随州市曽都区曽侯乙墓からは、「鼎」・「鬲」といった煮るのに適した青銅器や、「甑」・「罐」のような蒸したり、煮るのに適した陶器に加え、珍しい「煎盤」と呼ばれる炉を備えた青銅製の調理器具が出土した。これは鉄板焼き（青銅板焼き）や炒め物に適した形状をしており、調理方法の発達史の上で興味深く、すでにこの時代から多彩な調理方法を組み合わせていた事が分かる。また、湖南省にも広がる楚の王室の食器は朱色と黒の漆を塗った多彩な形状の漆器を多用し、各種の生薬も用意していたことも知られている。前漢の『淮南子』本経訓には「煎熬焚炙，調斉和之適，以窮荊呉甘酸之変」との例示があり、この頃すでに素材によって調理法を変えていることや、荊（楚）と東の呉で味の差が生まれていることも知れる。
屈原が『楚辞』で蜜餌（甘い餅の一種）などの菓子に言及し、また、屈原の死を悼んで、饅頭や粽が投げ込まれるようになったと伝えられるように、この地方でも魏晋南北朝時代までにさまざまな菓子や点心などの食品が作られるようになっていた。現在も湖北名物として伝わる食品には、この頃に起源を持つものもあるが、唐・宋・明・清と時代が進むにつれて、各地でさまざまな食品が考案され、茶館などで供されてきた。武漢の茶館は、清の道光年間に書かれた『漢口竹枝詞』にも繁盛の様子が書かれているが、経済の規模から考えると明代にはあったと考えられる。
1909年の武漢にはある程度の規模を持つレストランが152軒あり、内111軒が漢口に集中し、茶館に至っては411軒中の250軒があったという記録がある。武漢では、とりわけ茶館の増加がめまぐるしく、1933年には1373軒となり、ピークを迎えた。これらの茶館の中には揚州など、各地で考案された菓子や点心を出すところもあり、また、同様に漢口を中心に増えたレストランの中には、潮州料理が得意とするふかひれを出す店、北京料理の北京ダックの店、四川料理・浙江料理など中国各地の料理店も含まれ、1913年には西洋料理店も営業を始めた。清末の1861年には漢口港で外国との通商が始まり、華中では上海港に次ぐ重要な港となった。小麦粉が大量に輸入され、これを用いた洋菓子も作られるようになり、また、商業の発展に伴って飲食業も発展した。
武漢は開港によって、中国各地の料理がさらに集まる地となり、湖北料理、とりわけ武漢料理は各地の料理の長所を取り入れながら発達することとなったのである。

## 主な料理

### 漢沔菜
- 清蒸武昌魚 - 梁子湖などのダントウボウ（団頭魴、Megalobrama amblycephala。コイ科メガロブラマ属）の蒸し物
- 臘肉菜苔 - 豚の干し肉と洪山紅菜苔の炒め物
- 沔陽三蒸 -  仙桃市の蒸し物三種（蒸肉・蒸白丸・蒸珍珠丸子）
- 千張肉 - 煮て、揚げた豚バラ肉の蒸し物
- 蟠龍菜 - 鍾祥市の豚肉魚肉卵ロール
- 八卦湯 - 亀スープ
- 排骨藕湯 - 蓮根と豚スペアリブのスープ
- 吊子煨湯 - 壷蒸しスープ
- 瓦罐鶏湯 - 壷蒸しチキンスープ
- 橘瓣魚汆 - 花の形の魚肉すり身スープ
- 雲夢魚麺 - 雲夢県の淡水魚で作る魚そうめん
- 豆皮 - ご飯と具の湯葉包み焼き。老通城酒楼のものが有名。
- 熱乾麺 - 辛い混ぜそば、油そばの一種。蔡林記のものが有名。
- 米酒 - 麹を湯に溶いた甘い飲料。

### 鄂州菜
- 紅焼鮰魚 - レイオカッシス・ロンギロストリス（Leiocassis longirostris。ギギ科）の醤油煮
- 東坡肉 - 蘇軾が黄州で考案したとされる豚の角煮
- 金包銀 - 黄州の魚肉と豚肉を使った肉団子
- 黄石港餅 - 黄石市の甘いゴマパン

### 荊南菜
- 長湖魚糕 - 沙洋県の草魚のすり身に卵白・生姜汁・ラードを加えて練り、蒸したかまぼこ
- 龍鳳配 - タウナギと鶏肉の煮物
- 三鮮頭菜（湘妃菓子） - 公安県の魚肉のテリーヌ風
- 鶏茸筆架魚肚 - 石首市の鳥肉のすり身とレイオカッシス・ロンギロストリス（鮰魚）の浮き袋の煮物
- 宜城板鴨 - 宜昌市の塩漬けアヒルの蒸し物
- 大連麺 - 荊州市沙市区の豚肉・鶏肉の細切り、揚げタウナギ・揚げ肉団子などを載せた汁そば
- 八宝飯 - 荊州江陵のナツメ・ハスの実・干しリュウガン・ハトムギなどを入れた甘い米の点心

### 襄鄖菜
- 皮条鱔魚 - タウナギ
- 炕粉子 - 発酵させた米粉の団子
- 烏鶏湯 - 鄖陽の烏骨鶏スープ
- 牛雑麺 - 襄陽のものが有名

### ギャラリー

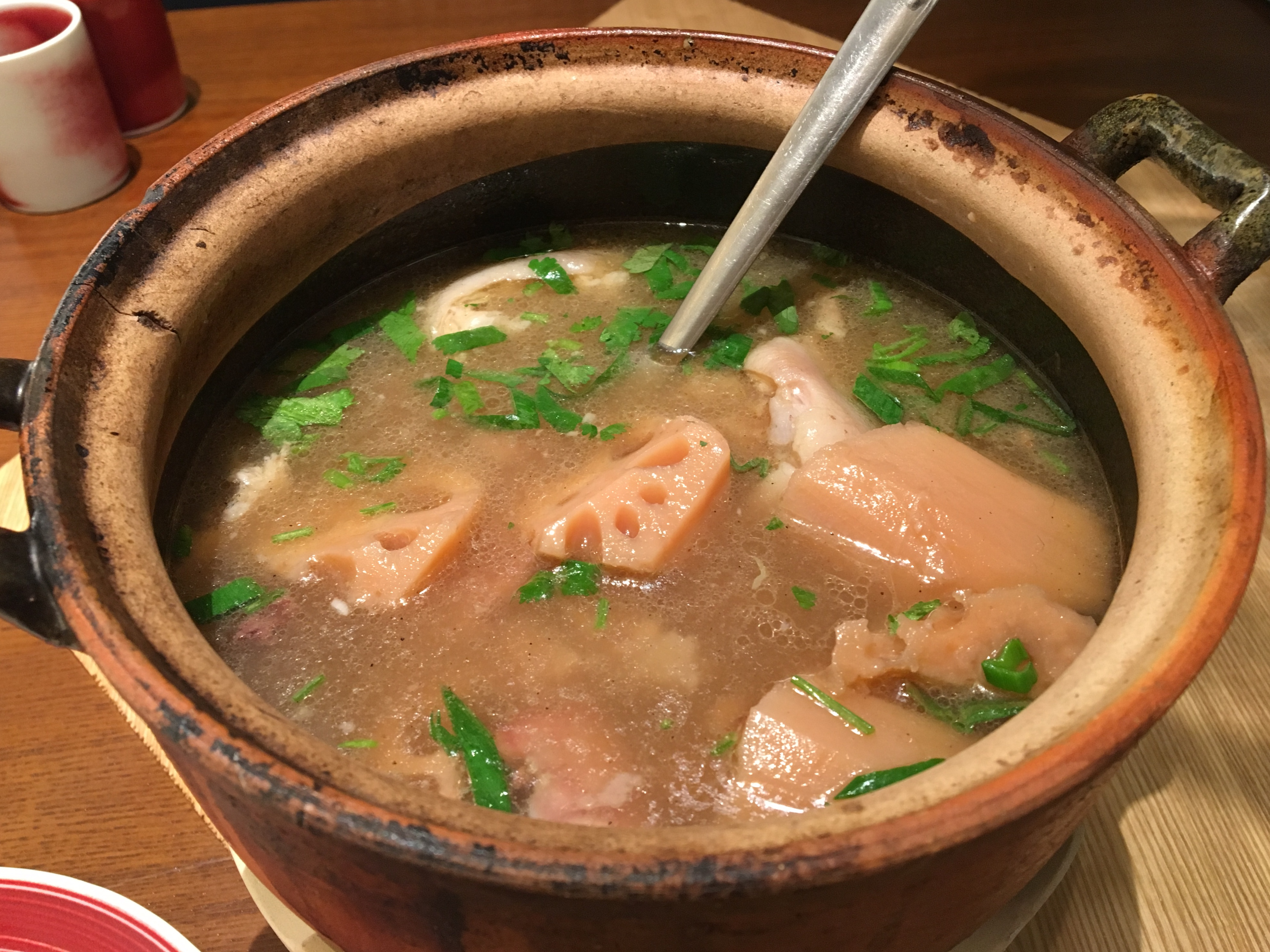
蓮根と豚スペアリブのスープ
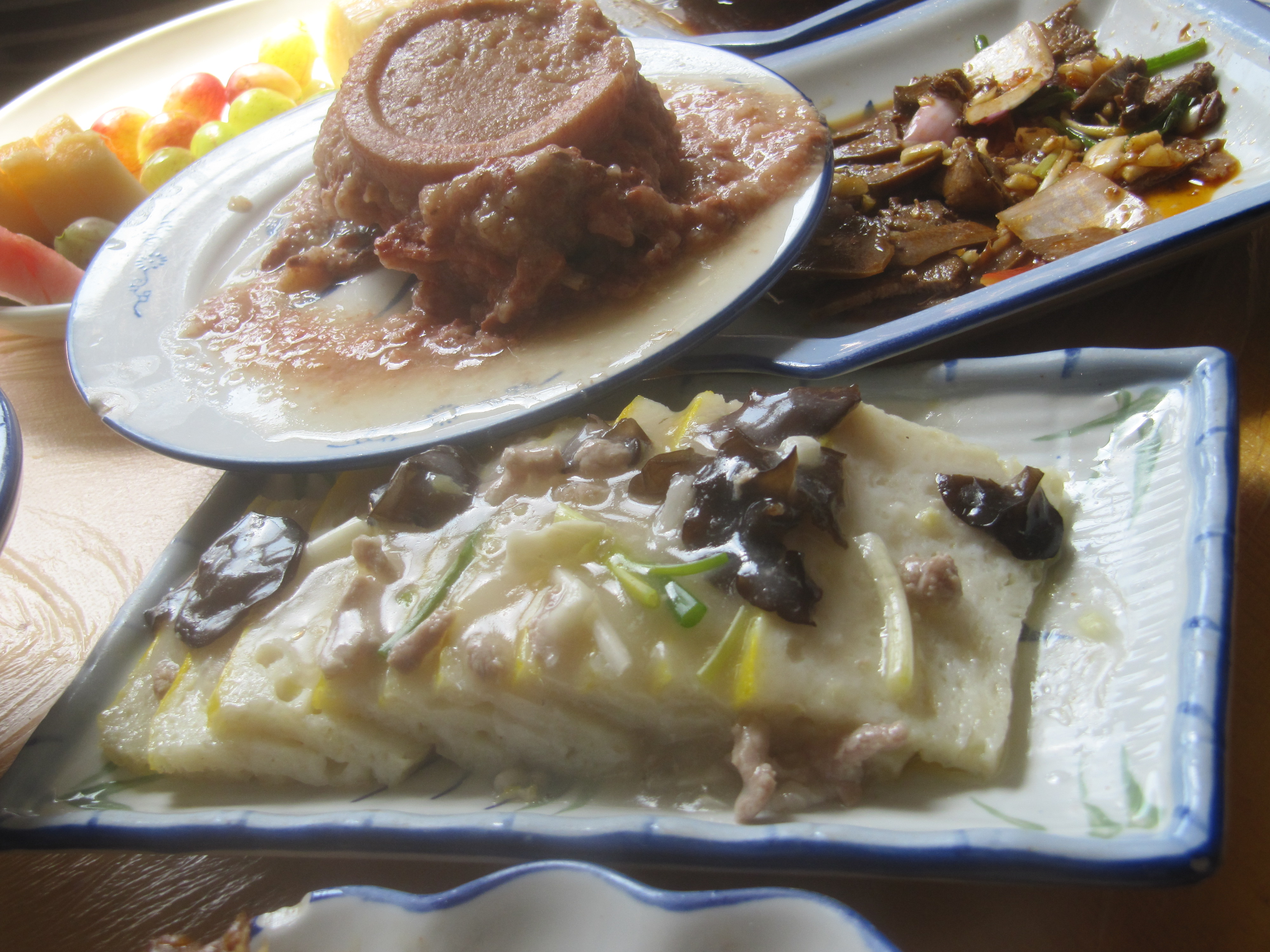
蒸魚糕
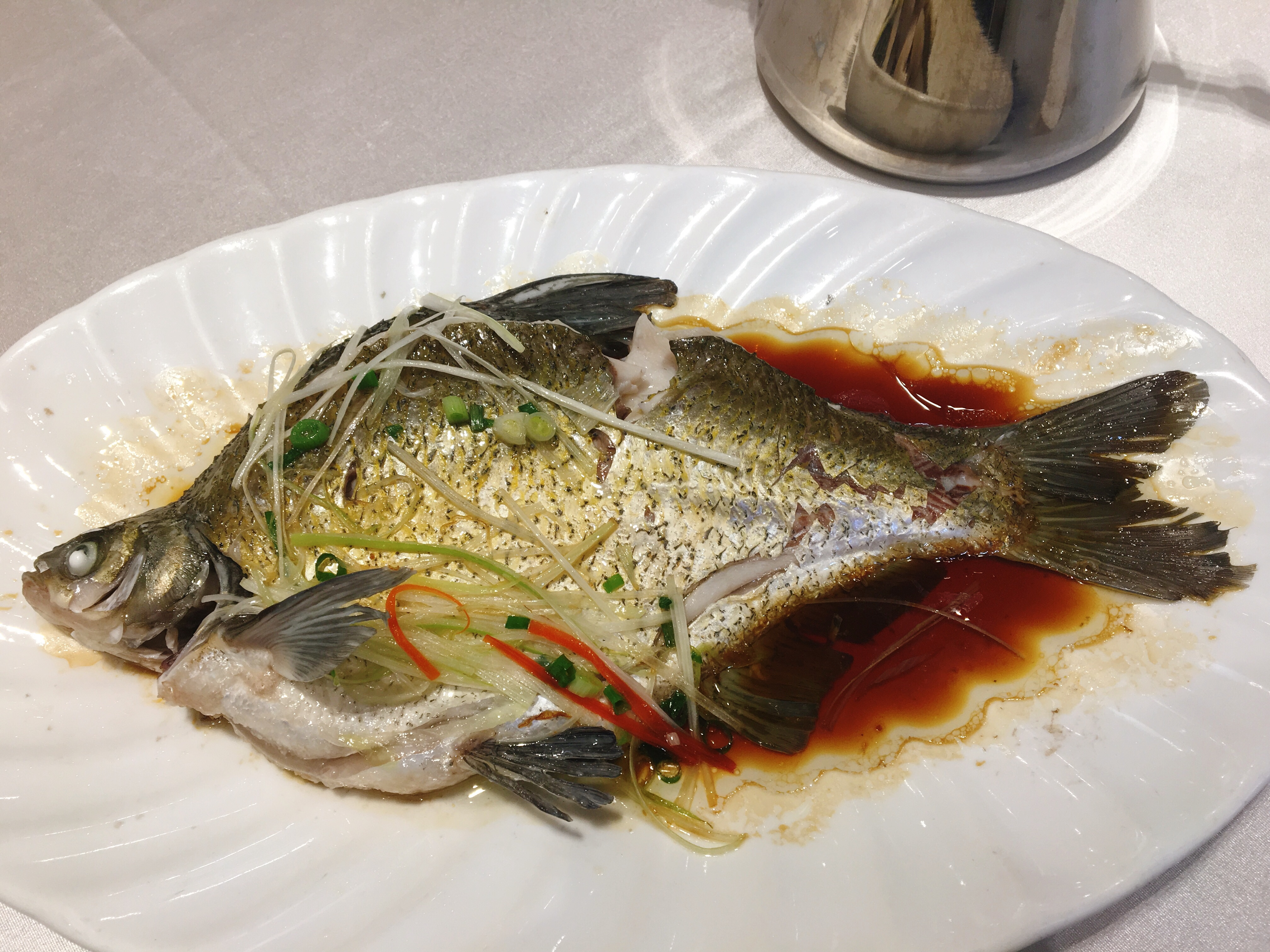
清蒸武昌魚
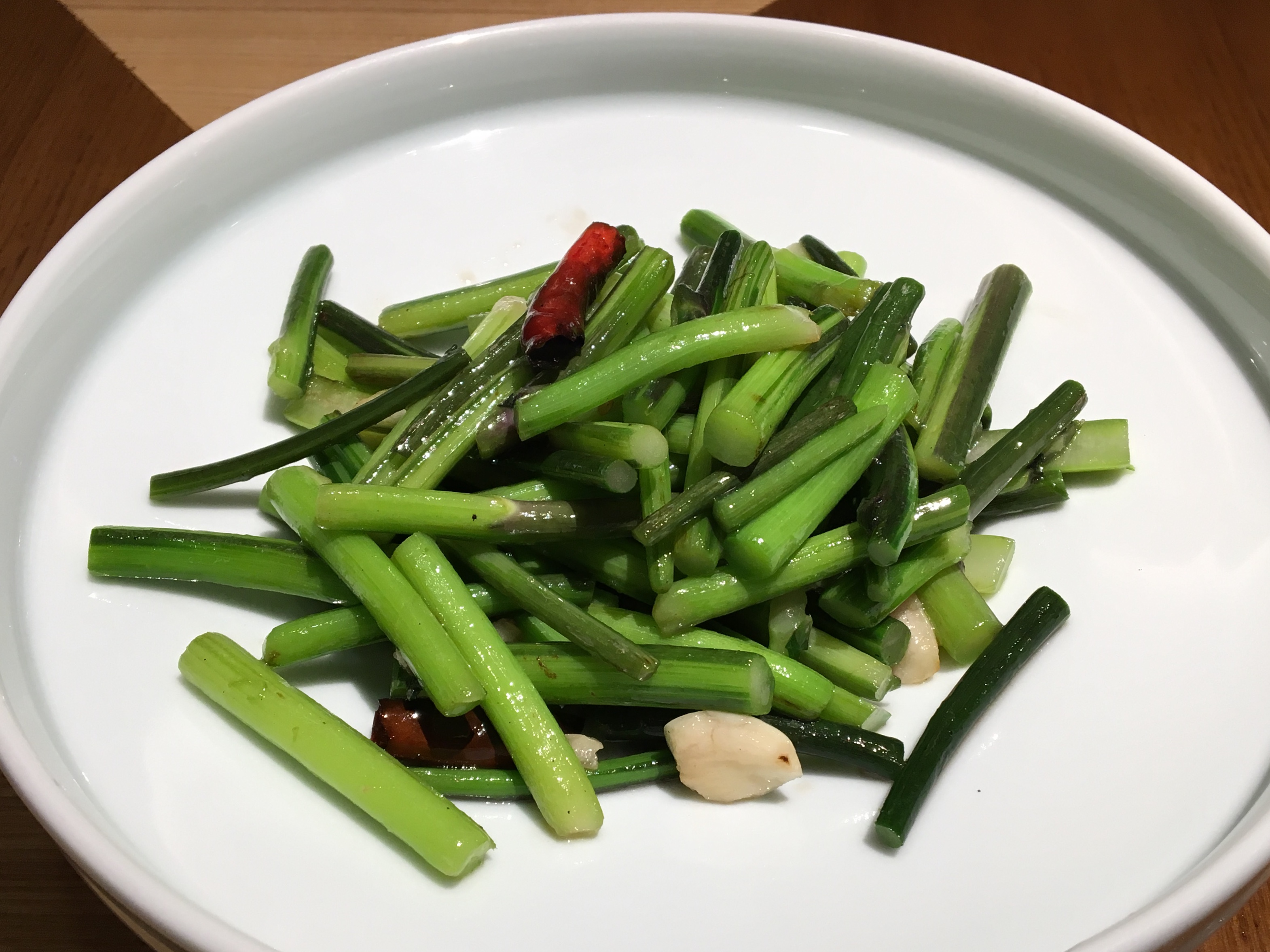
紅菜苔の炒め物
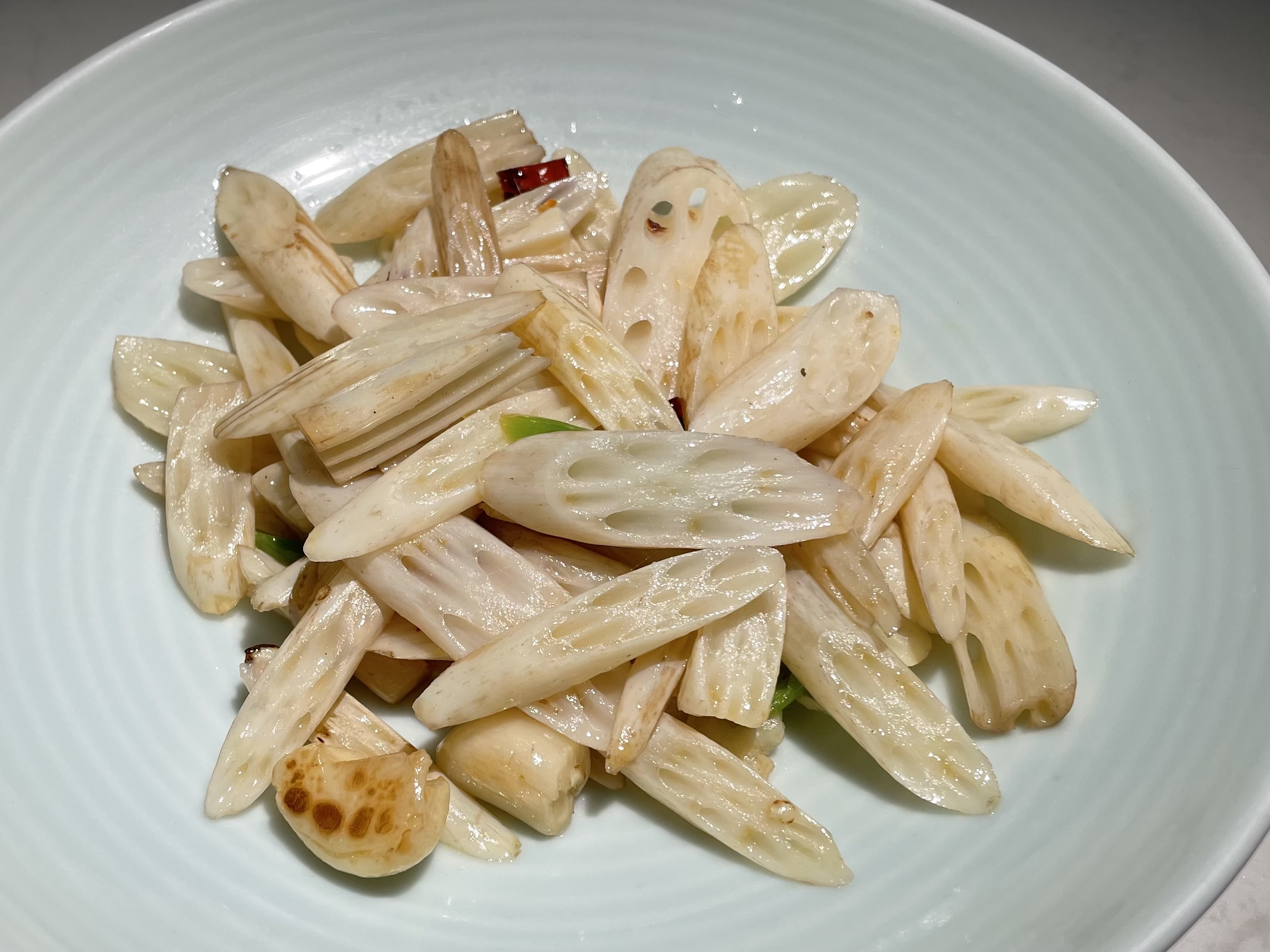
サンラー藕尖（れんこんの芽）
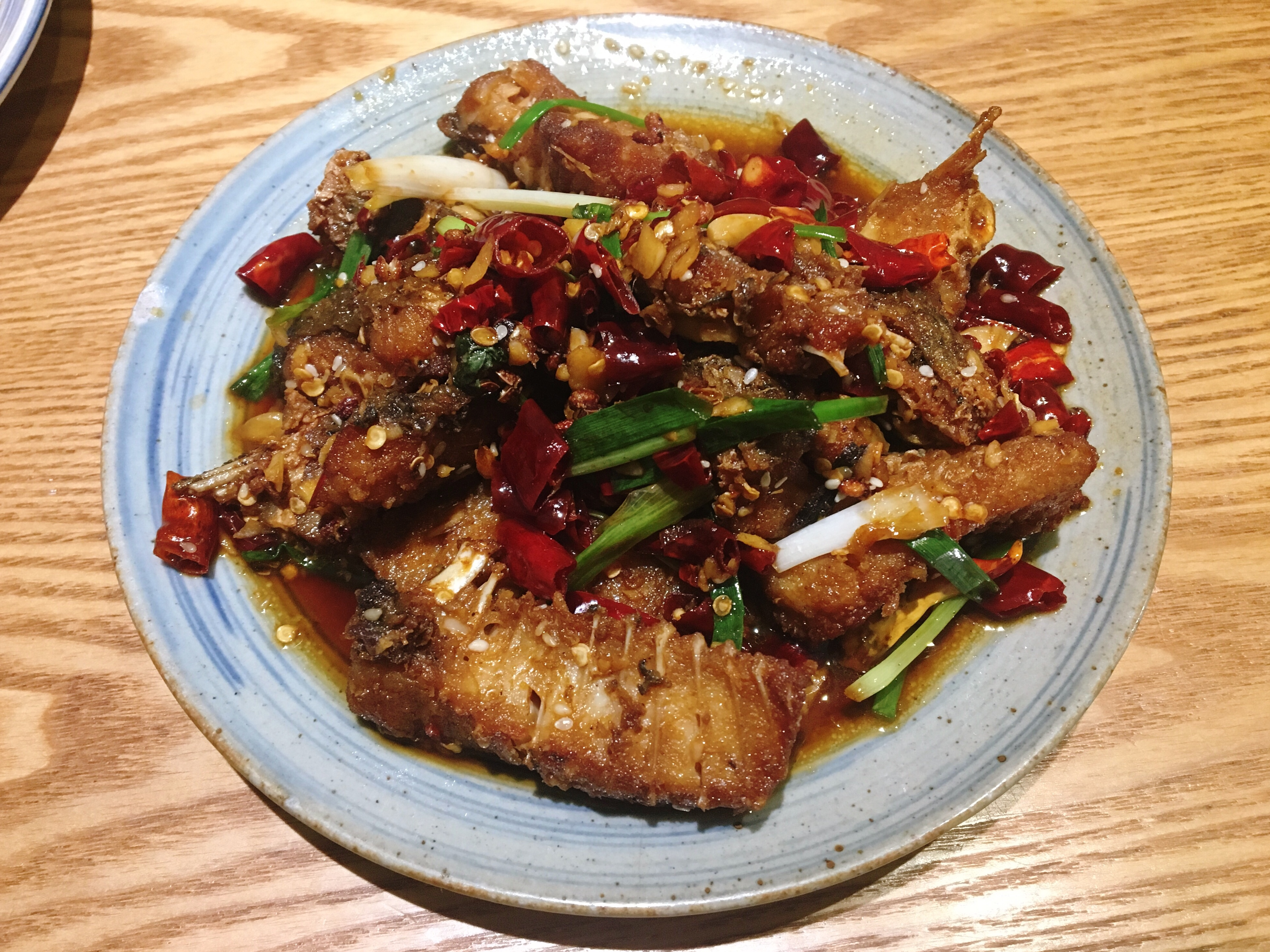
糍粑魚
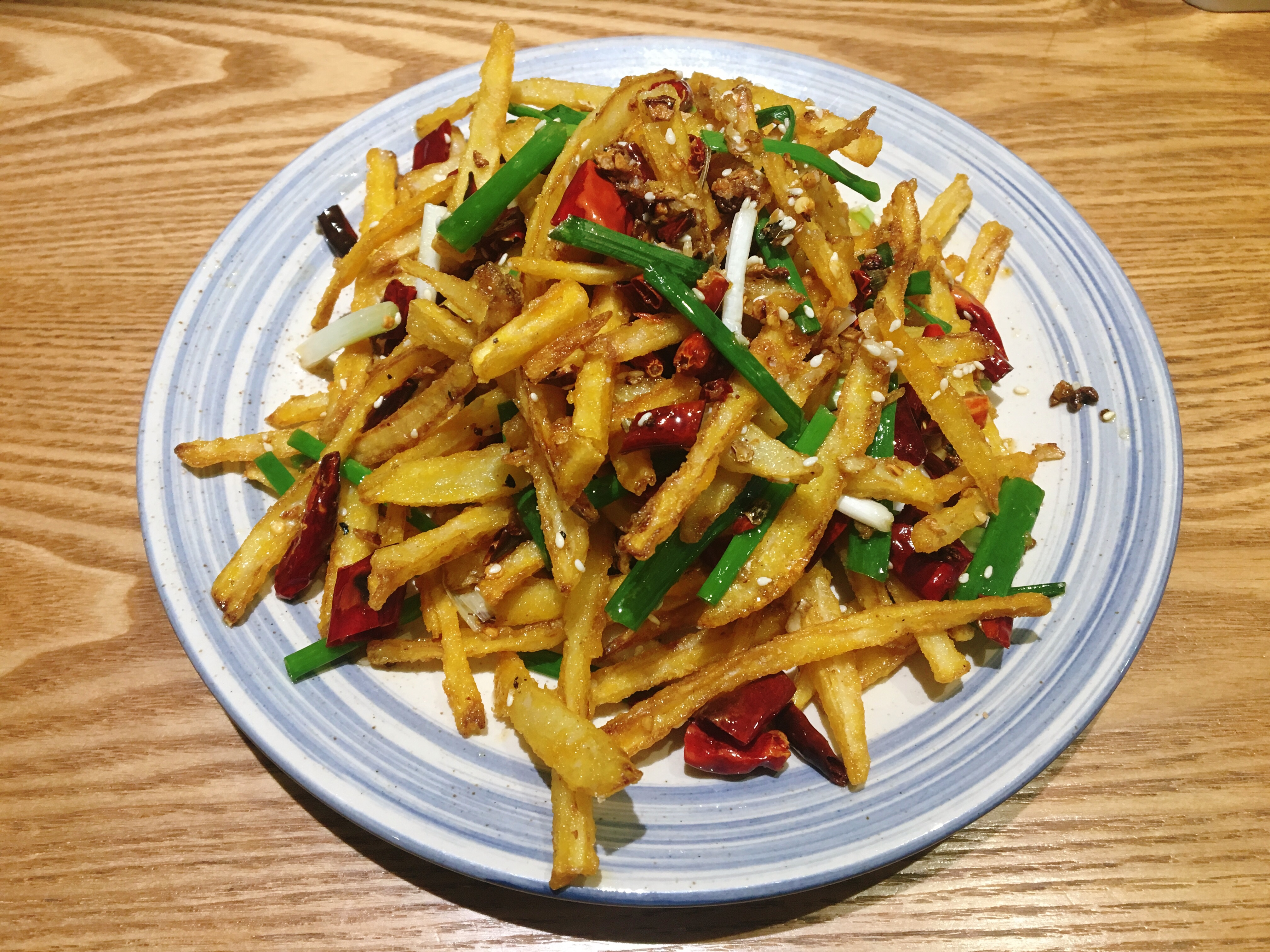
蓮根の細切り炒め
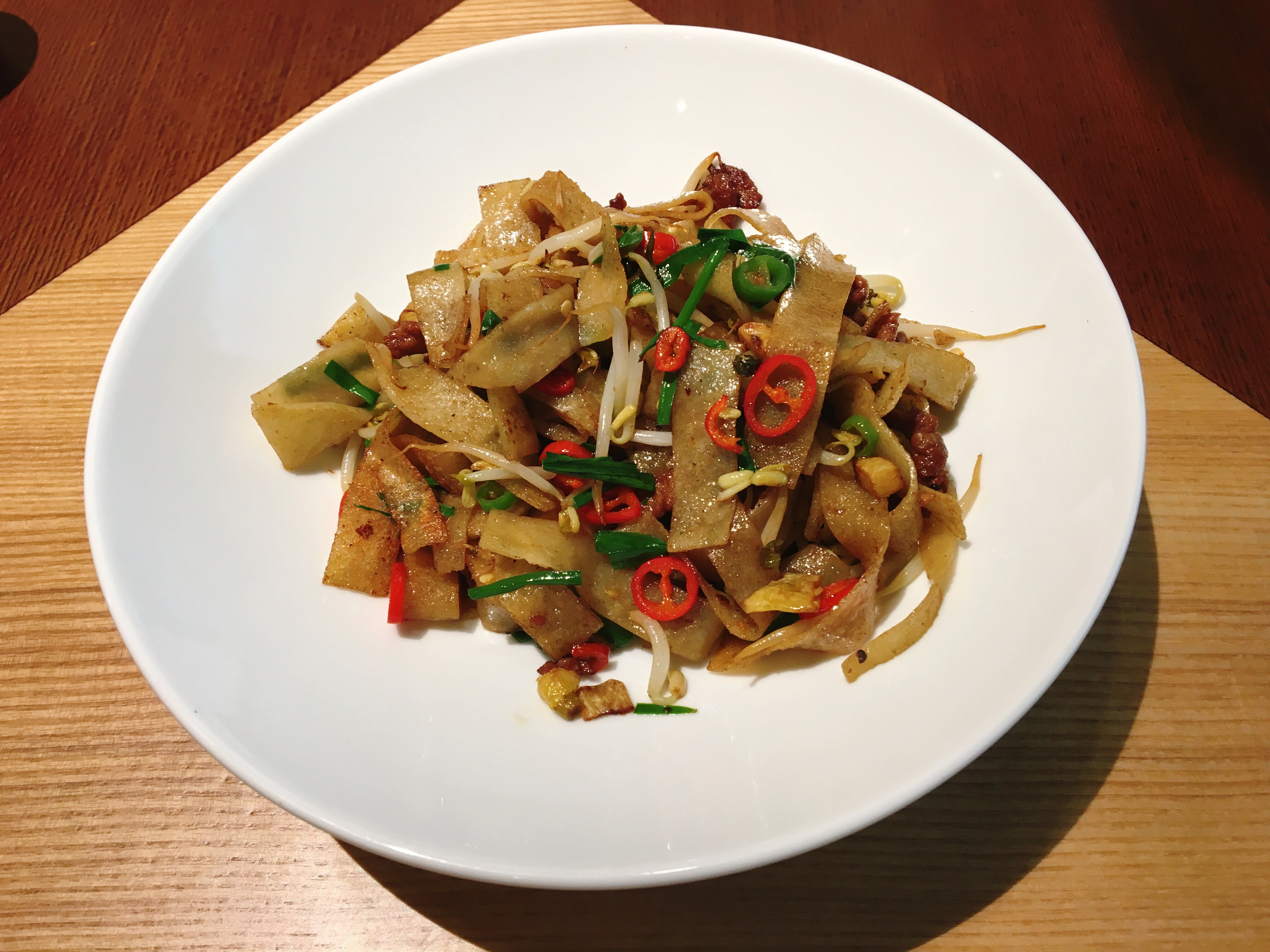
牛肉と豆丝の炒め物
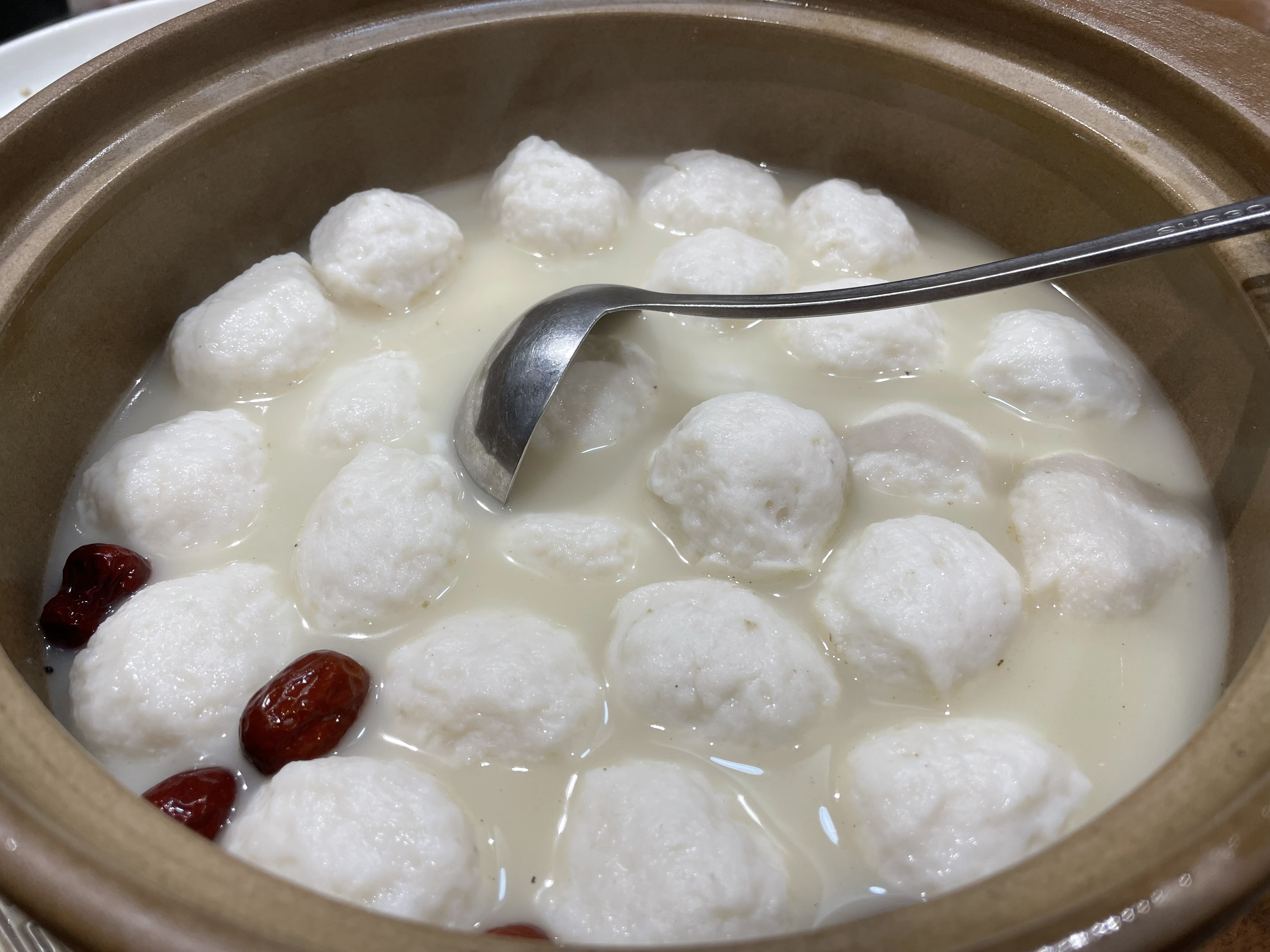
フィッシュボールのスープ
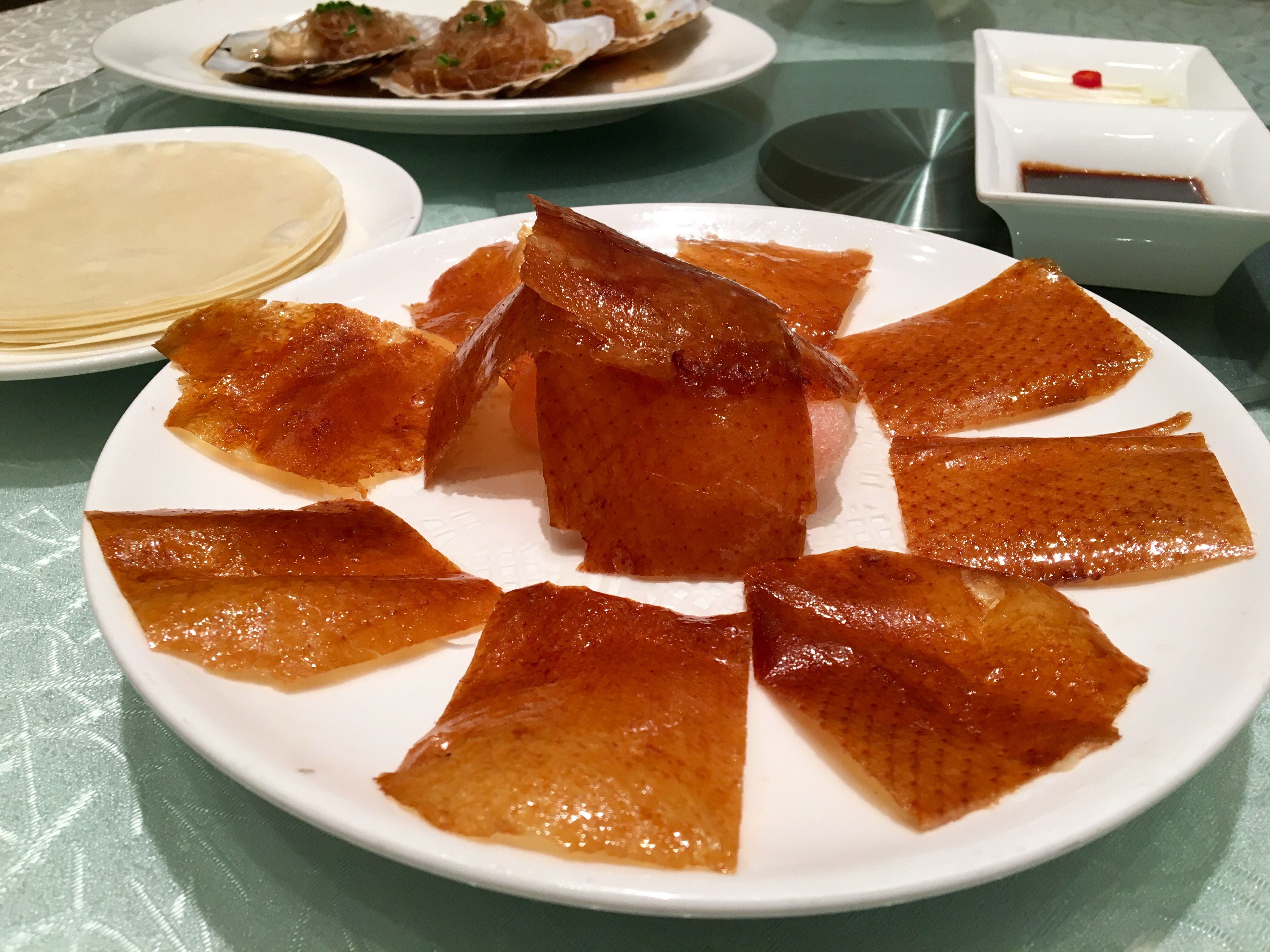
鴨皮のロースト
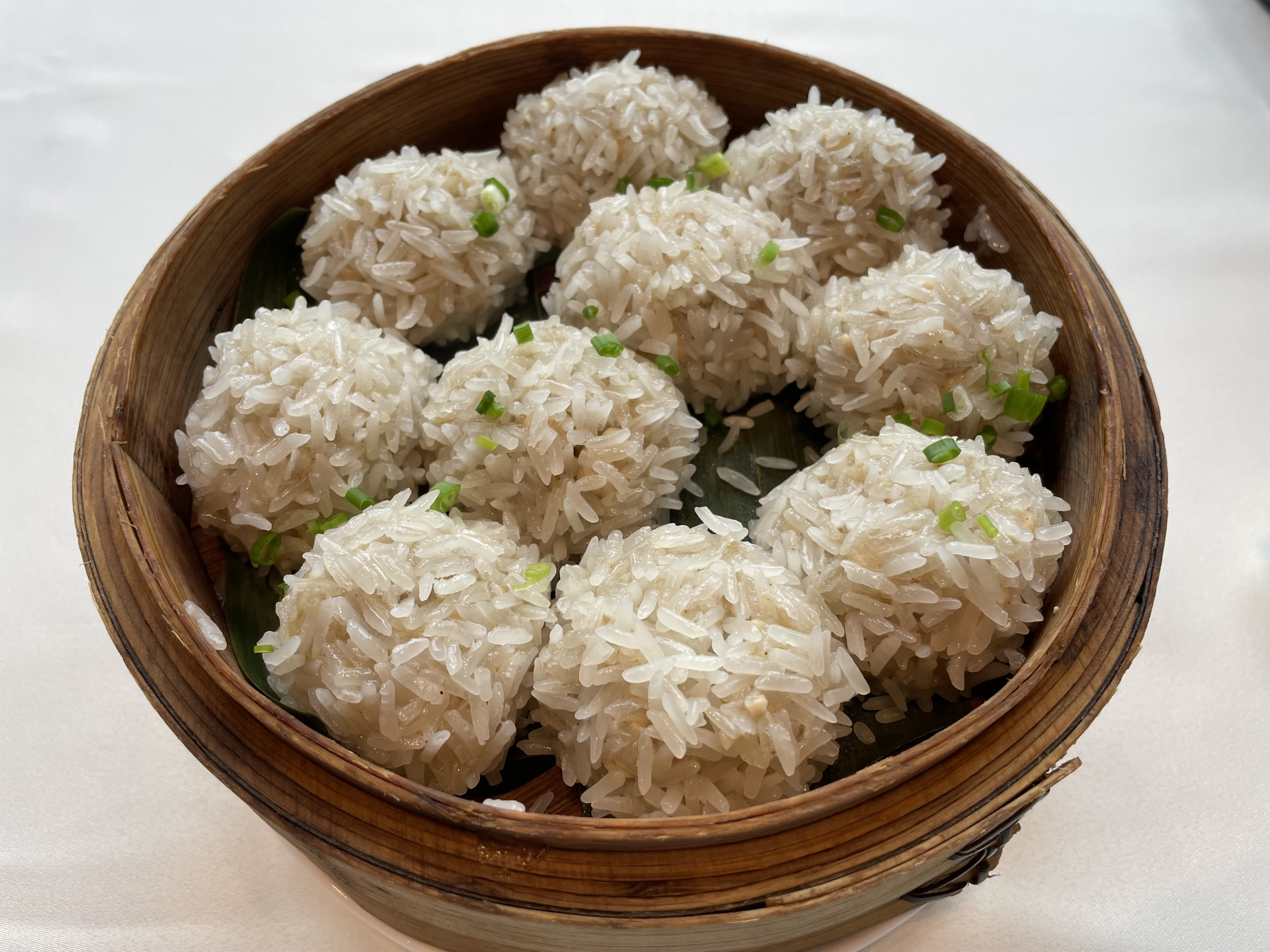
もち米しゅうまい
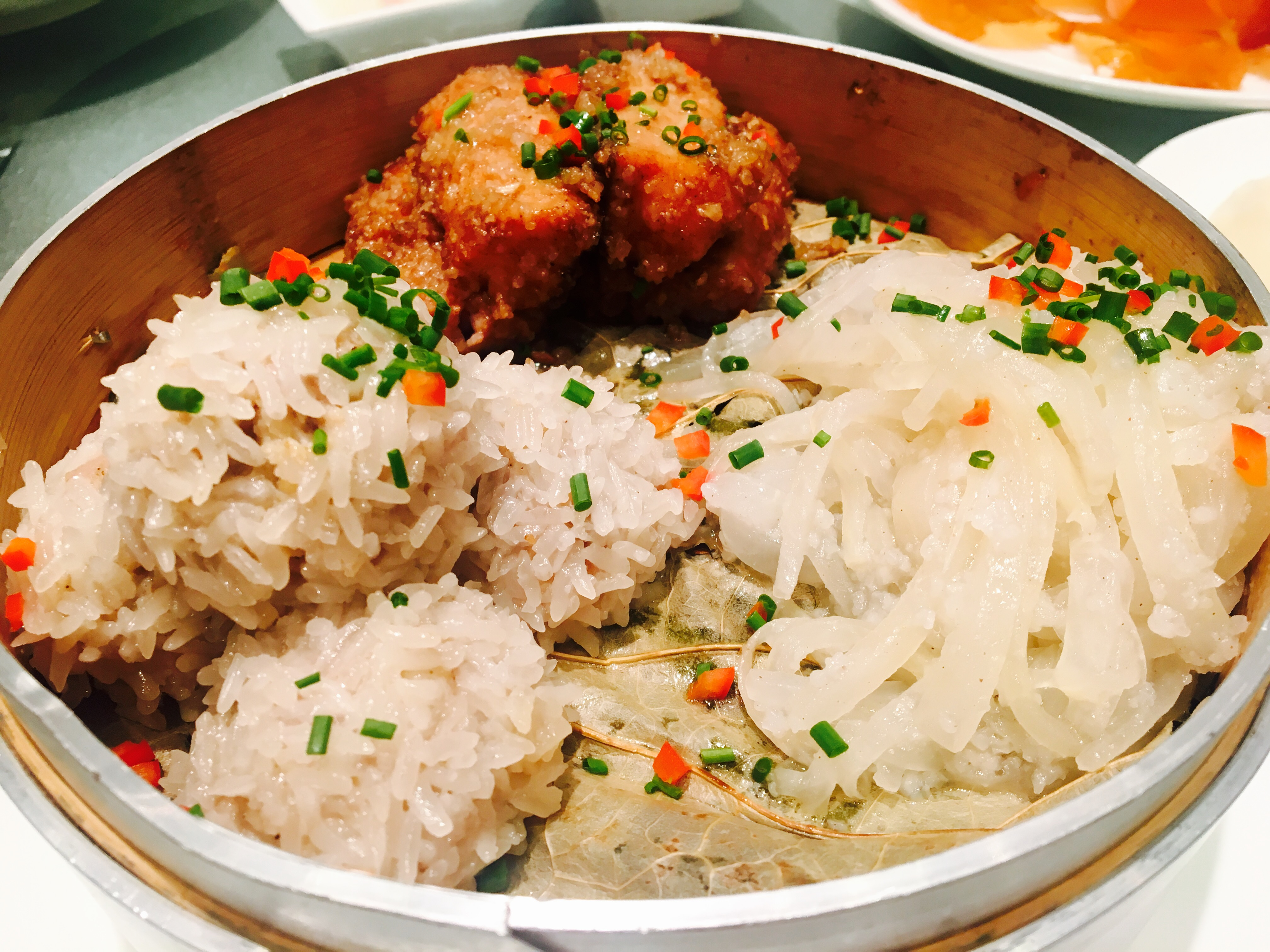
沔陽の三種蒸し料理
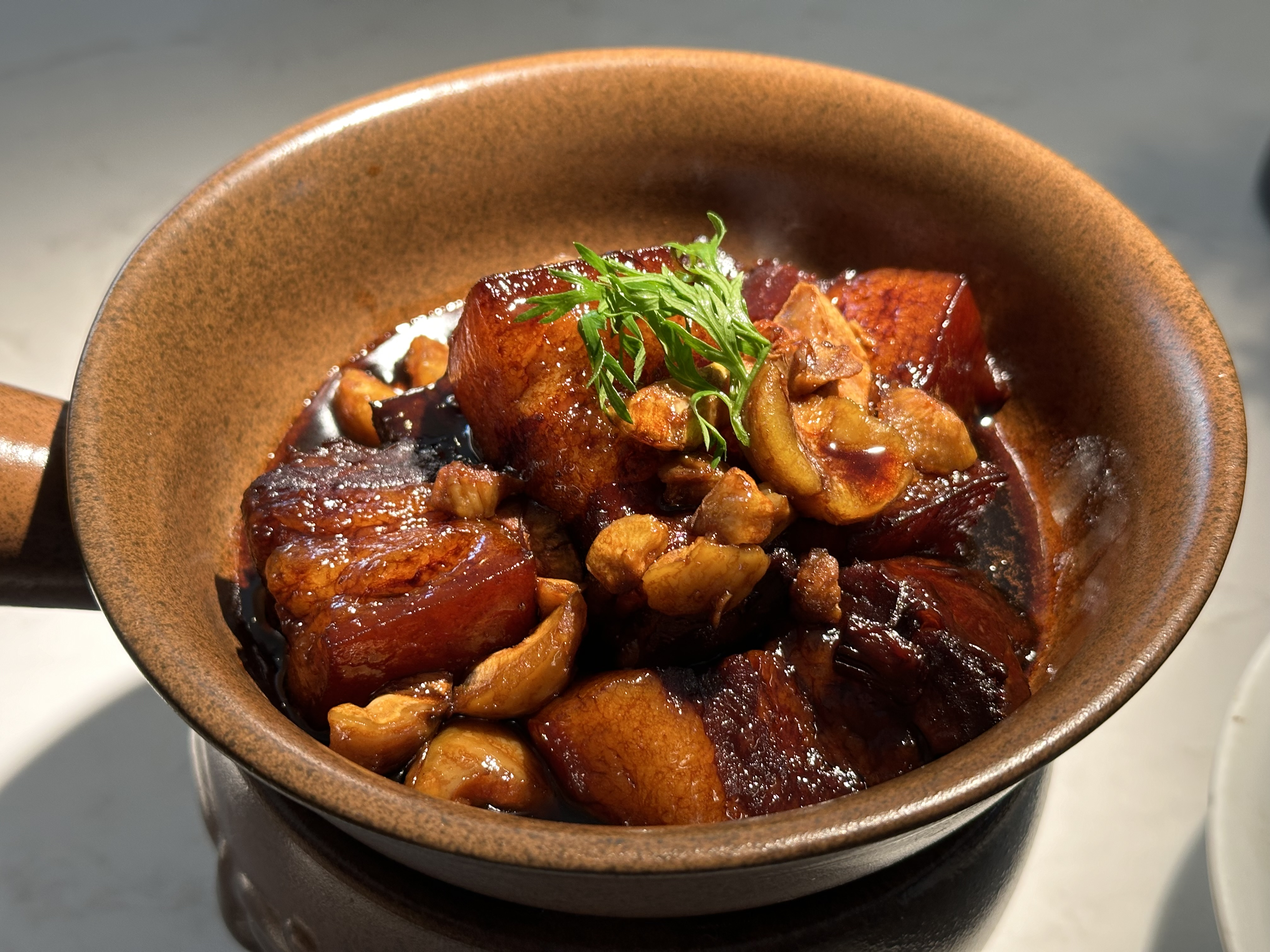
黄州東坡肉
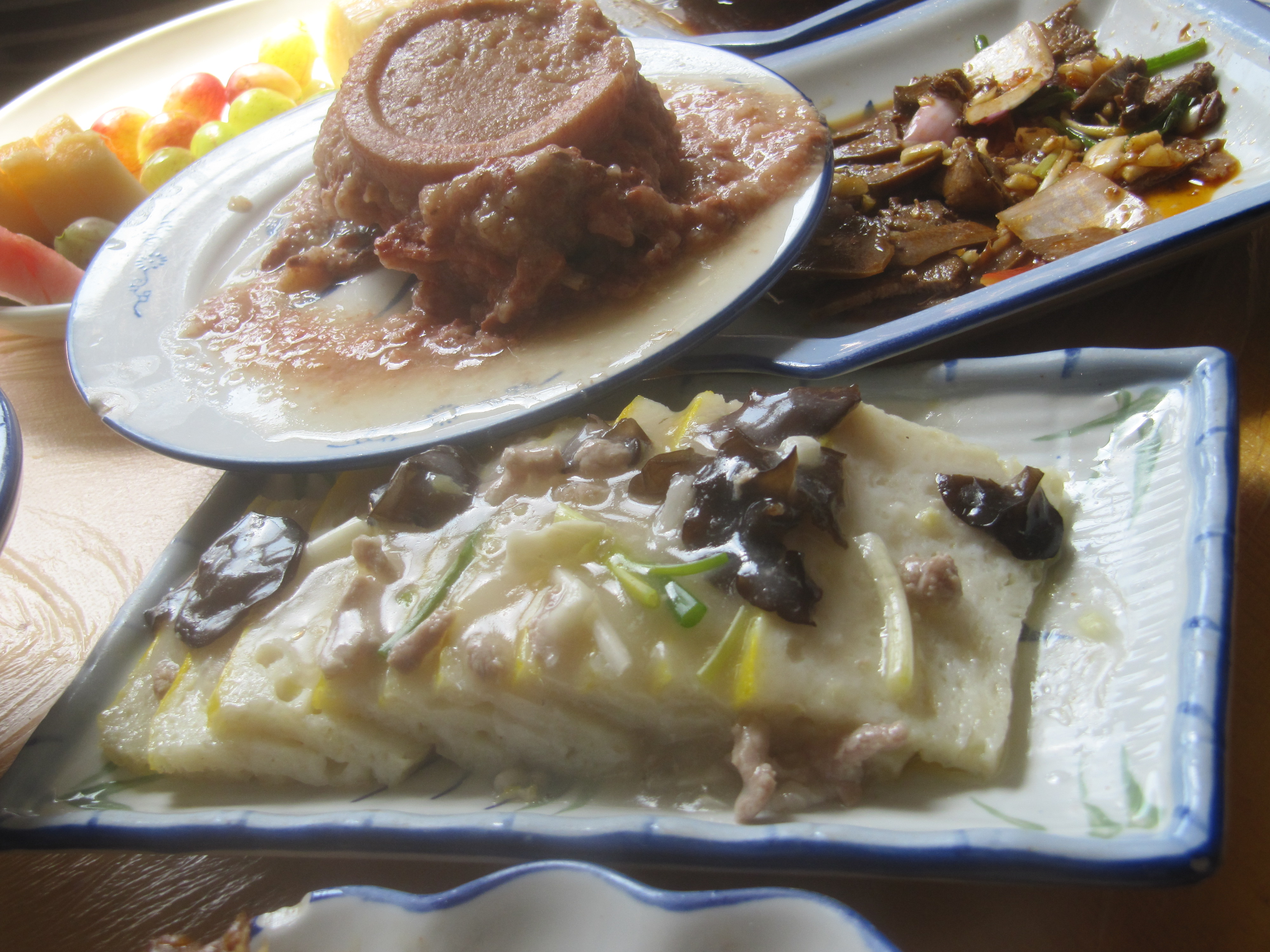
蒸魚糕
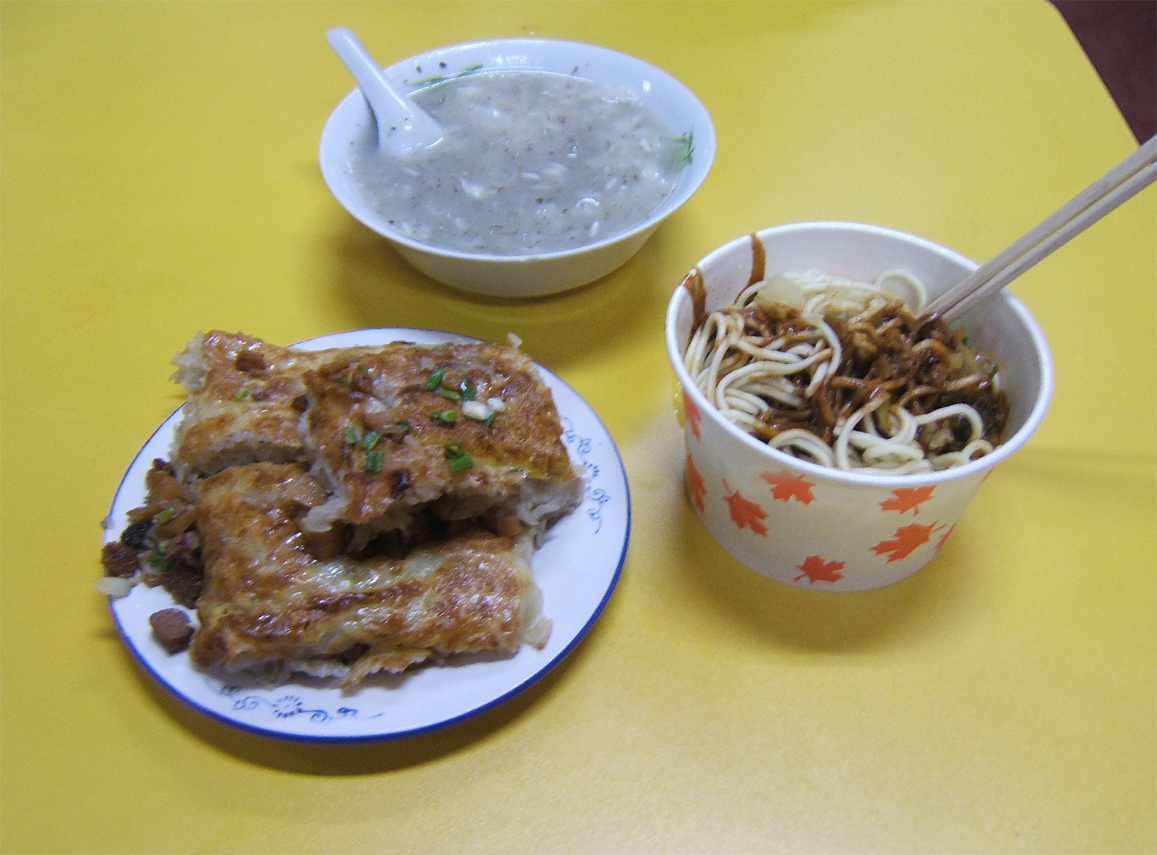
武漢の豆皮（左下）、熱乾麺（右下）、桂花糊米酒（上）
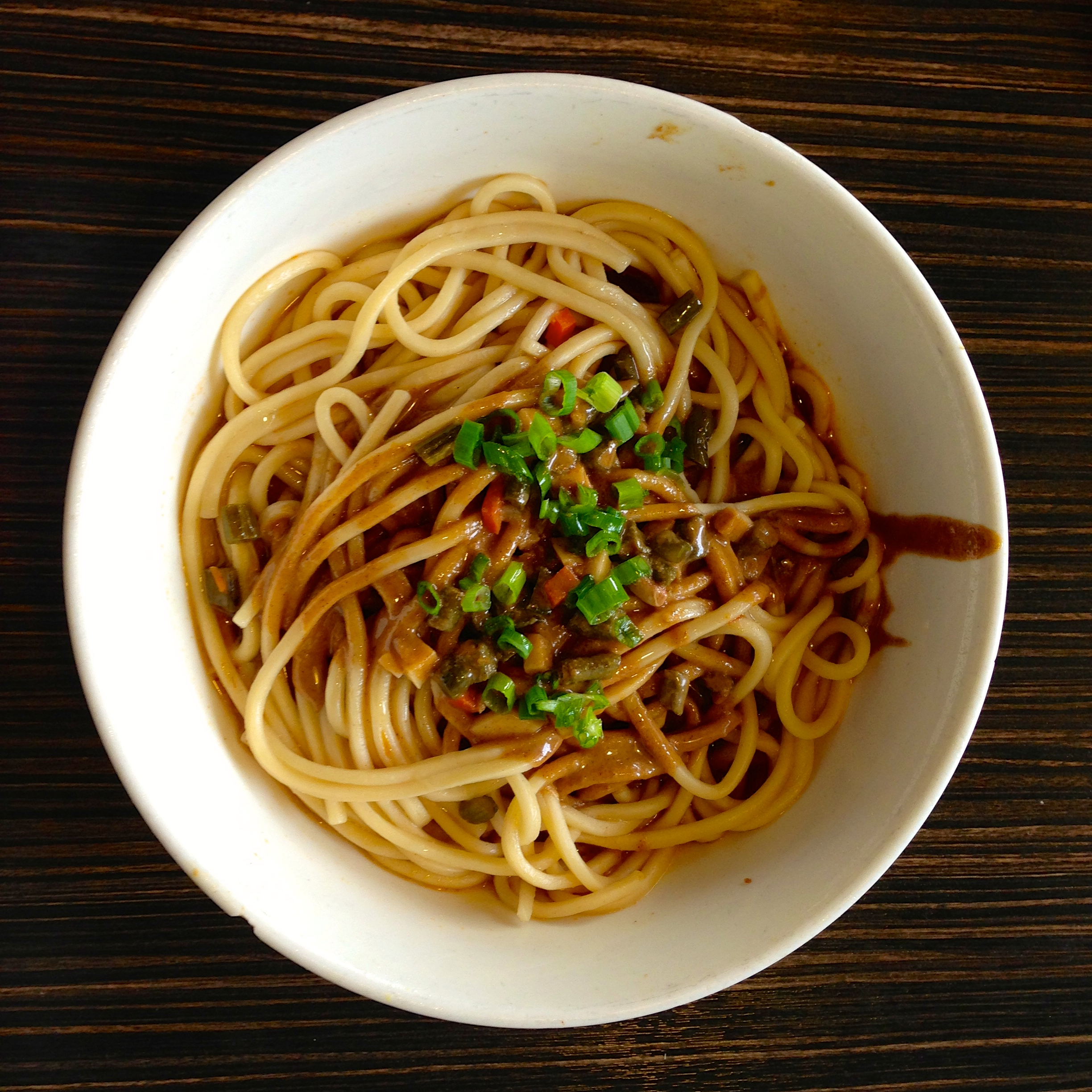
熱乾麺
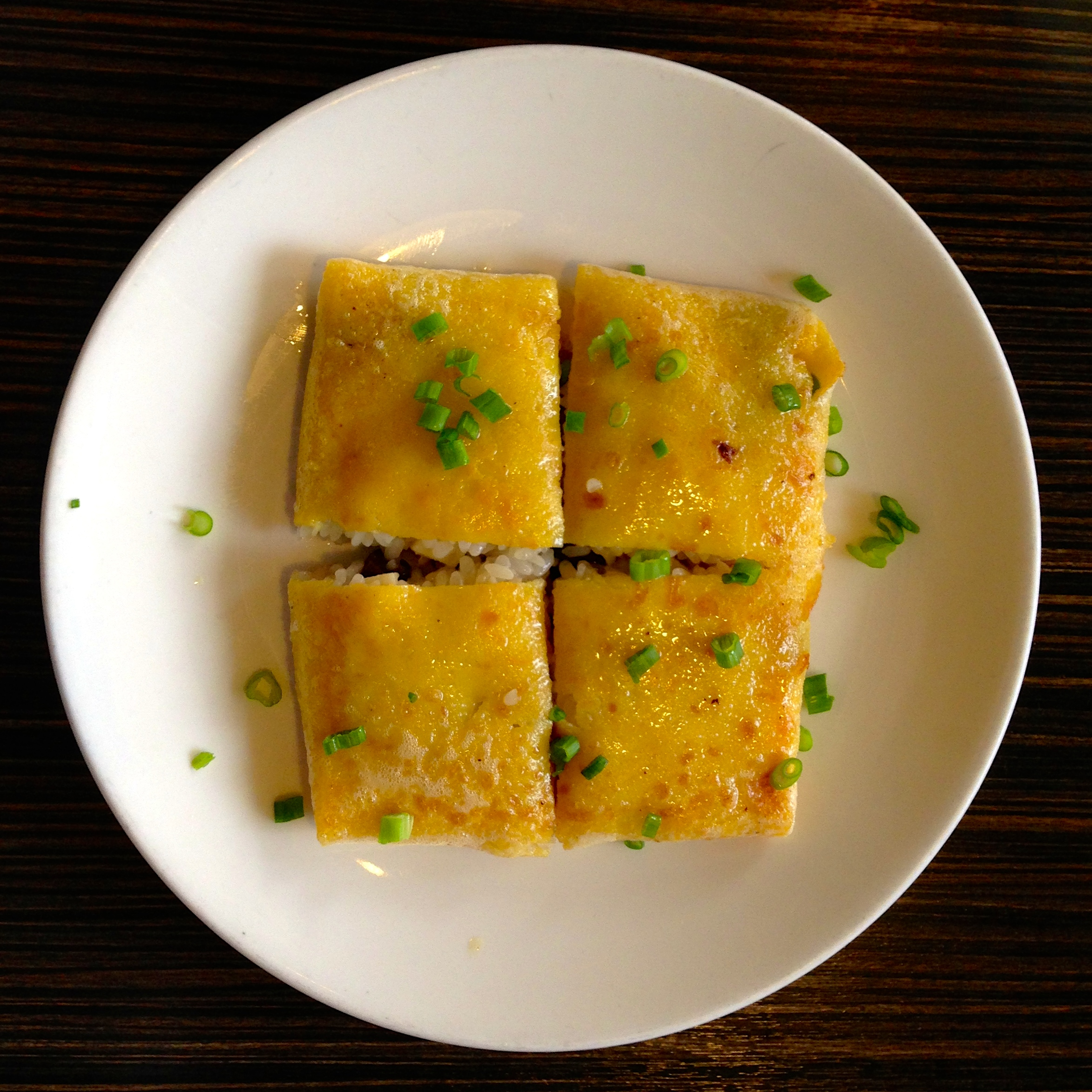
豆皮
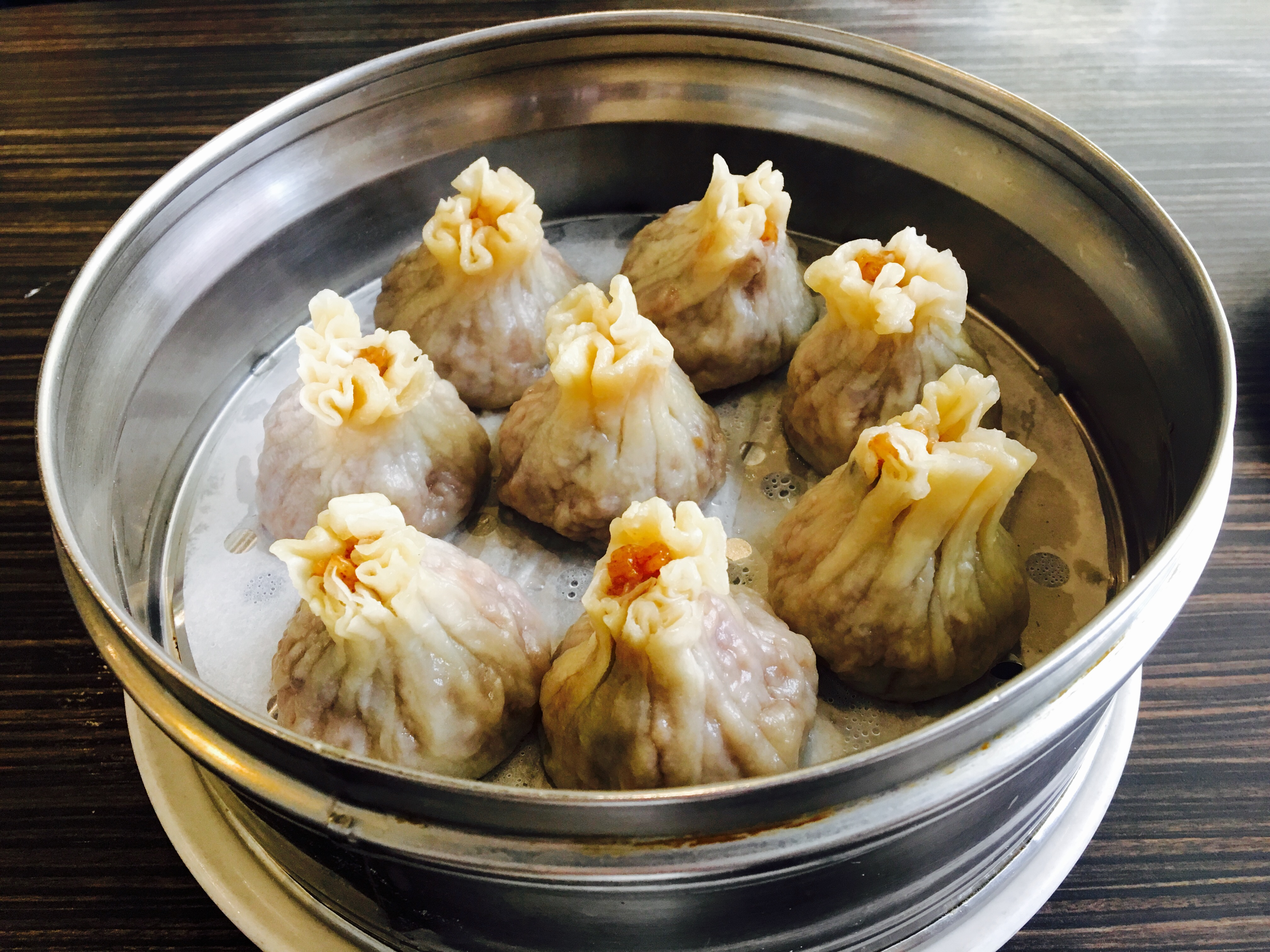
焼売
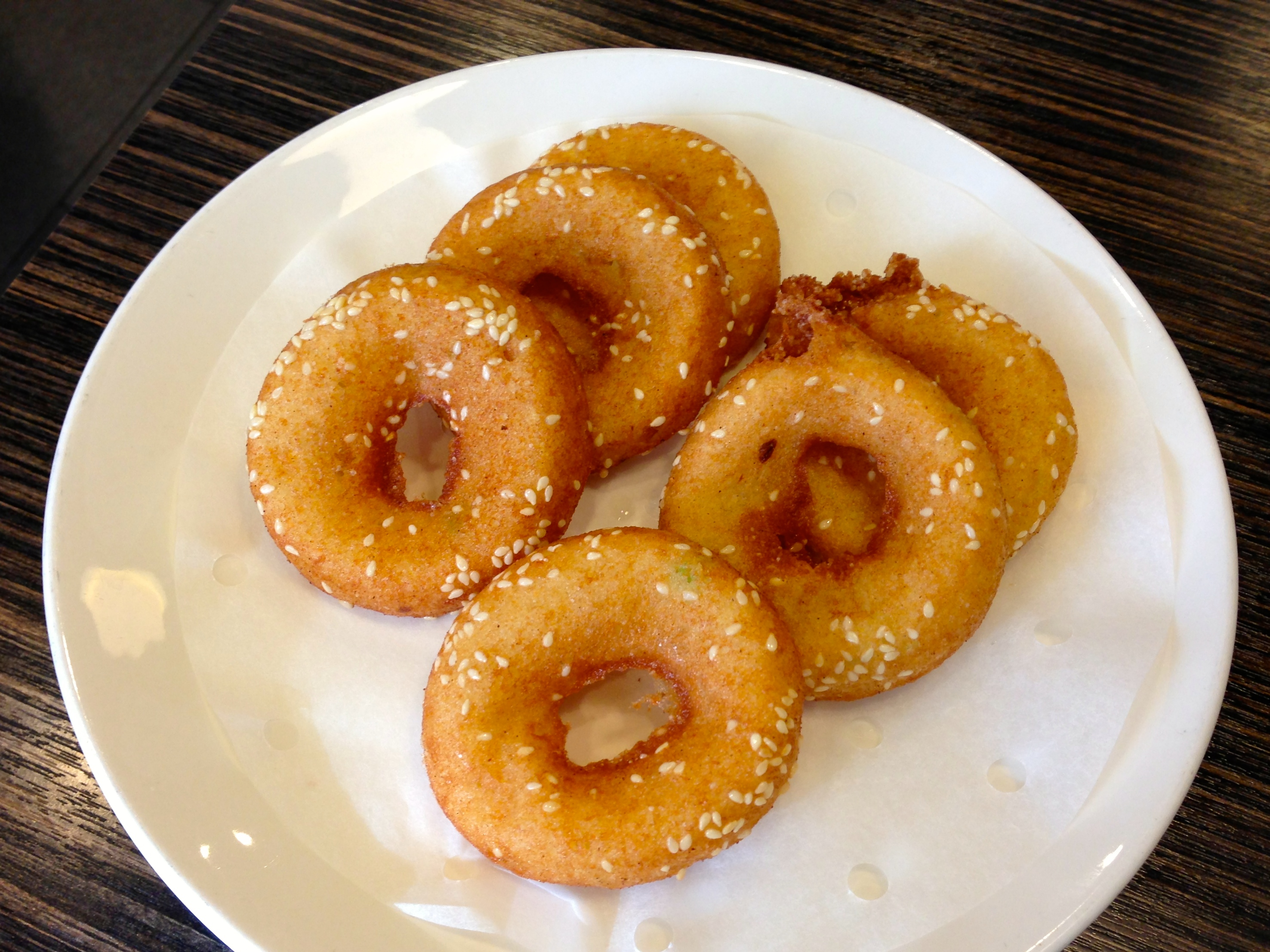
麺窝
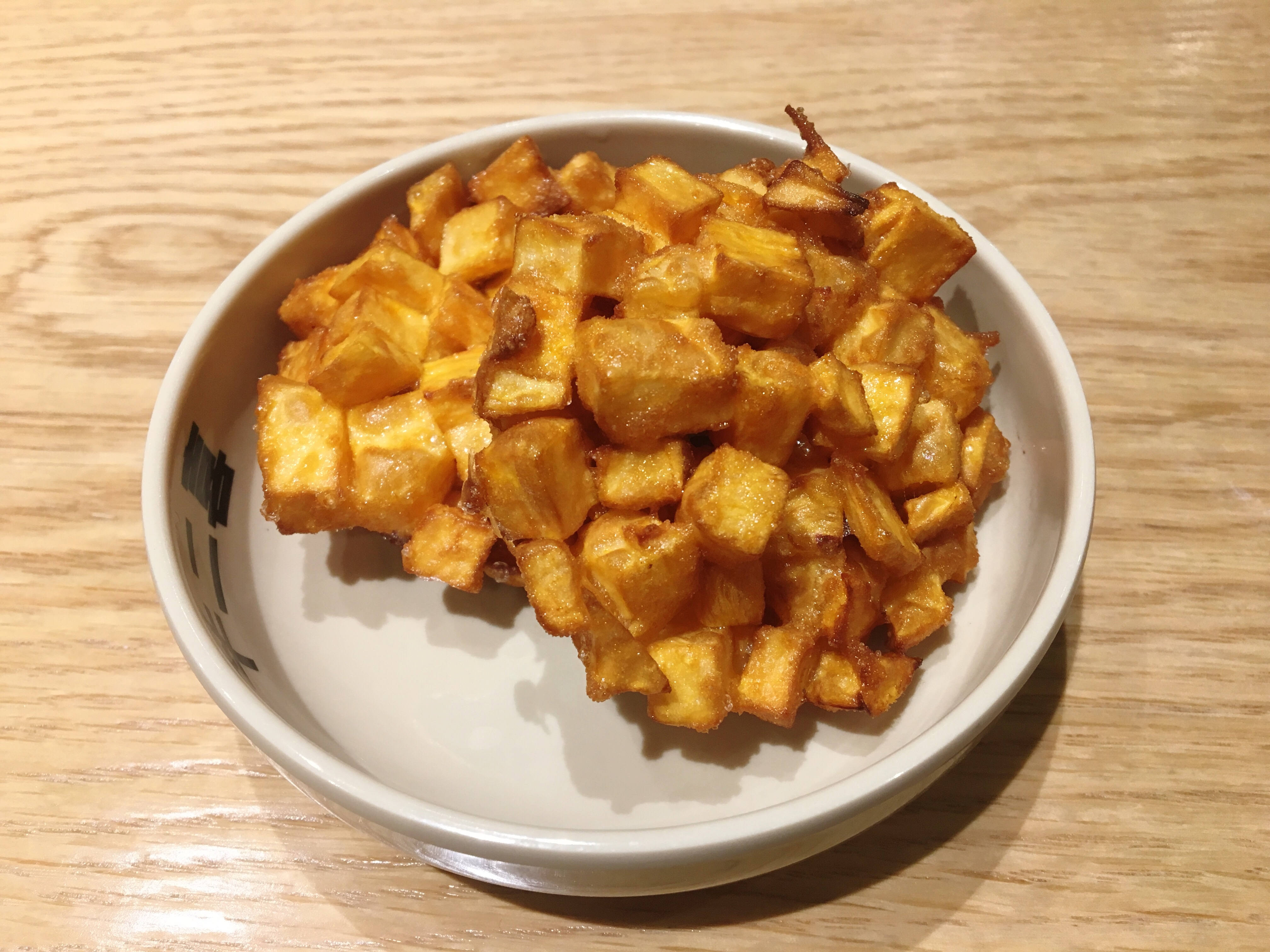
サツマイモの麺窝
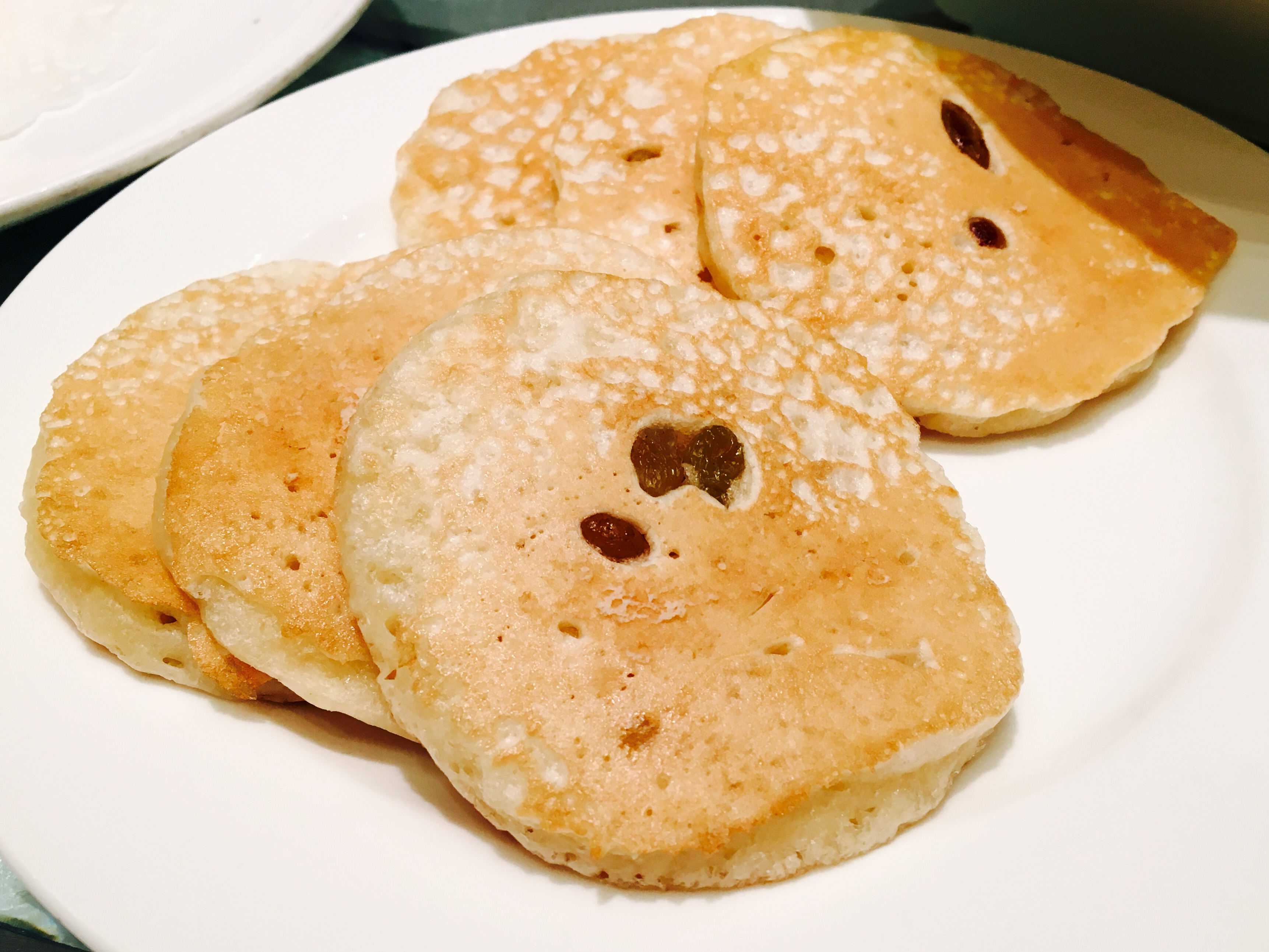
米粑
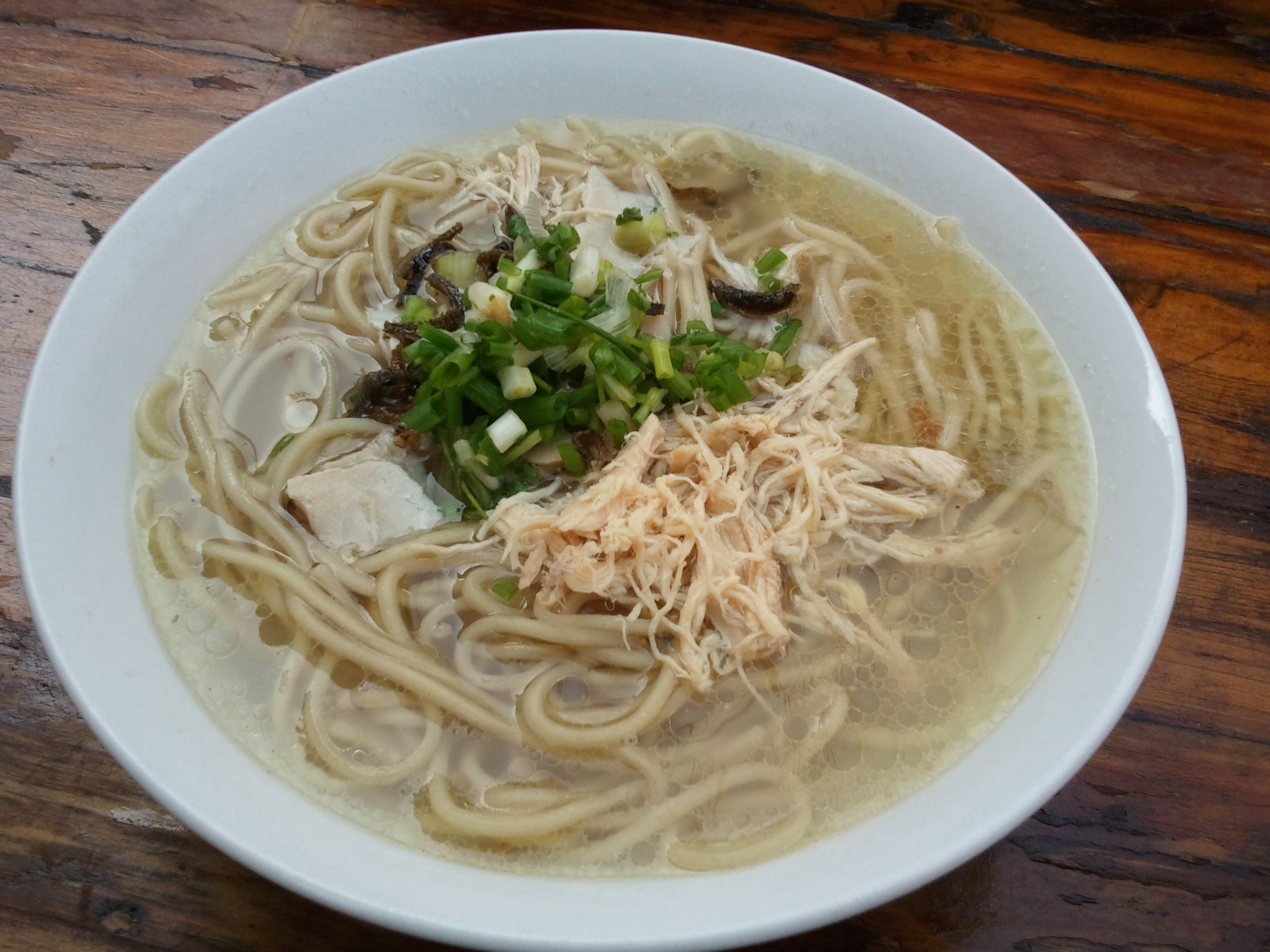
大連麺
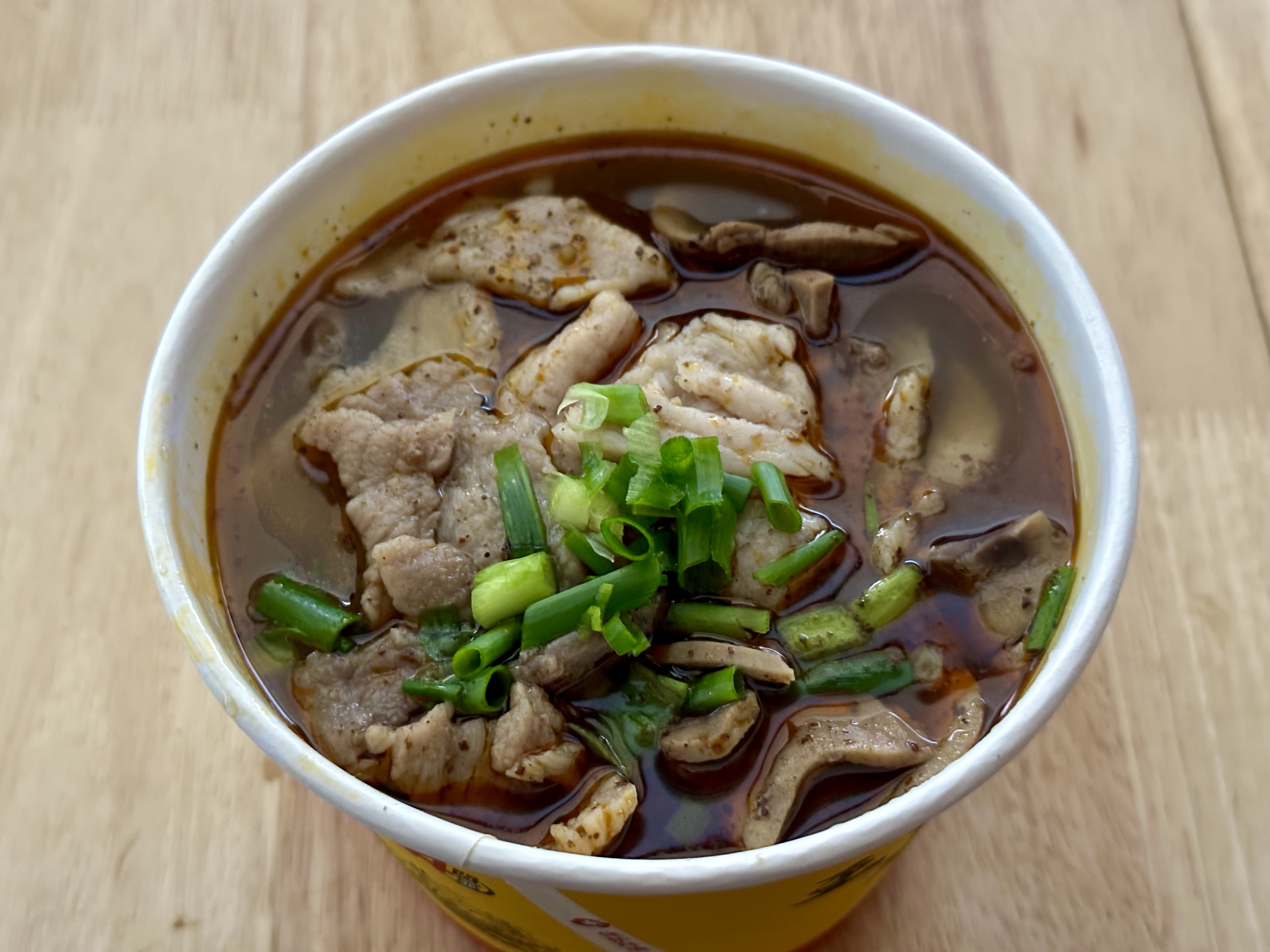
生烫ビーフン（牛肉、牛ハツ、牛マメ、豚レバー）
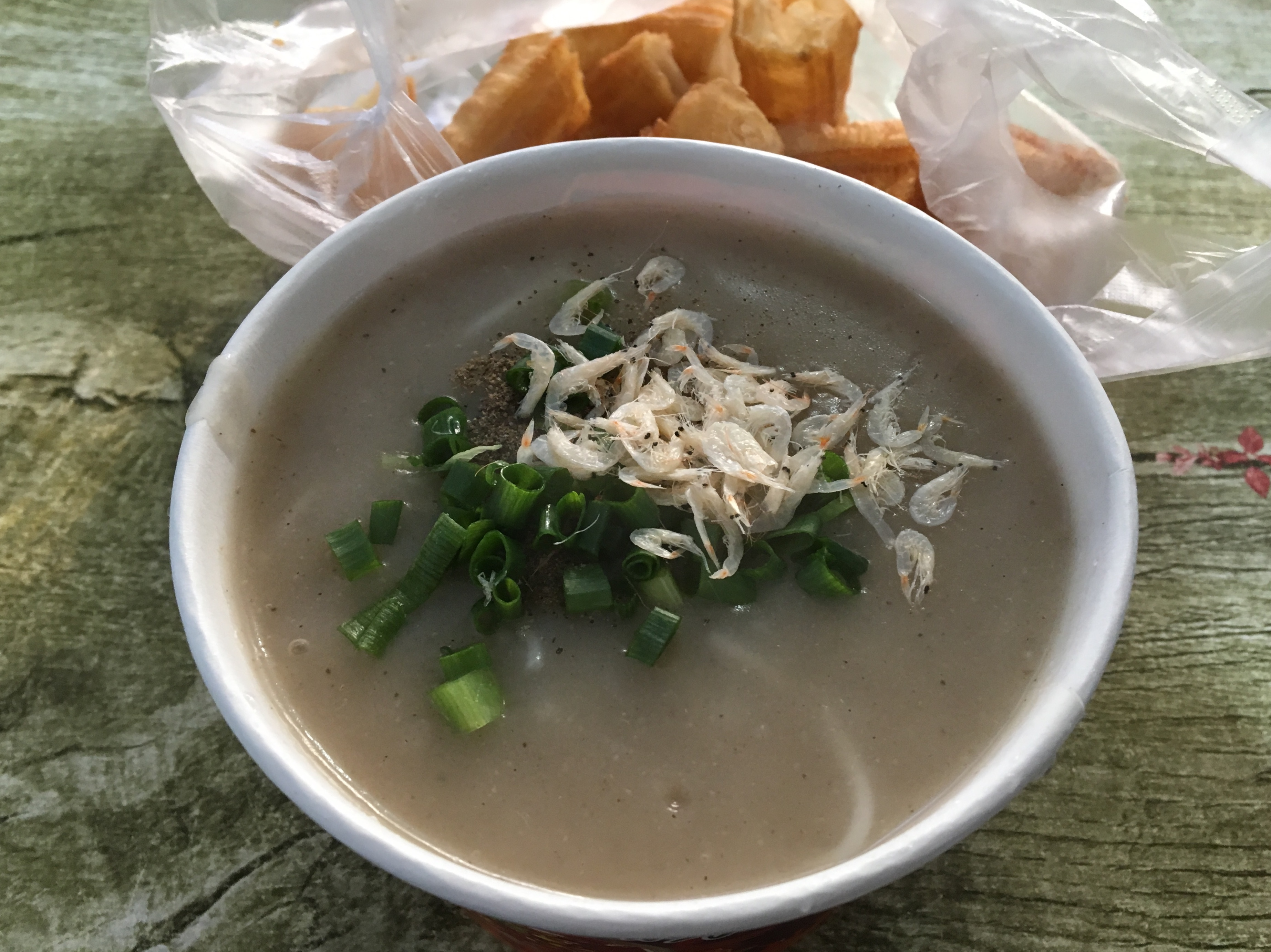
魚糊湯ビーフン
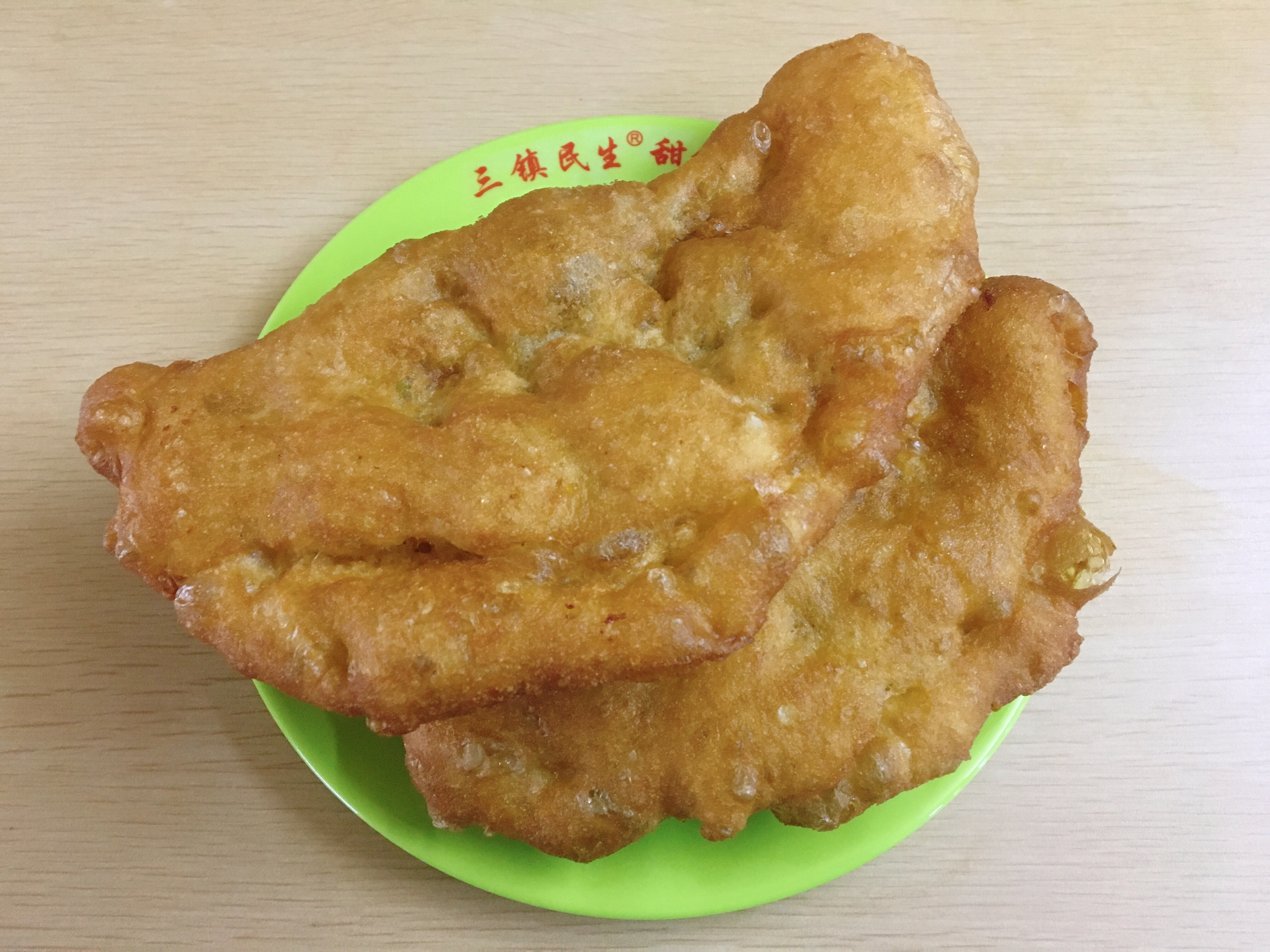
雞冠餃子

## 他地方での普及

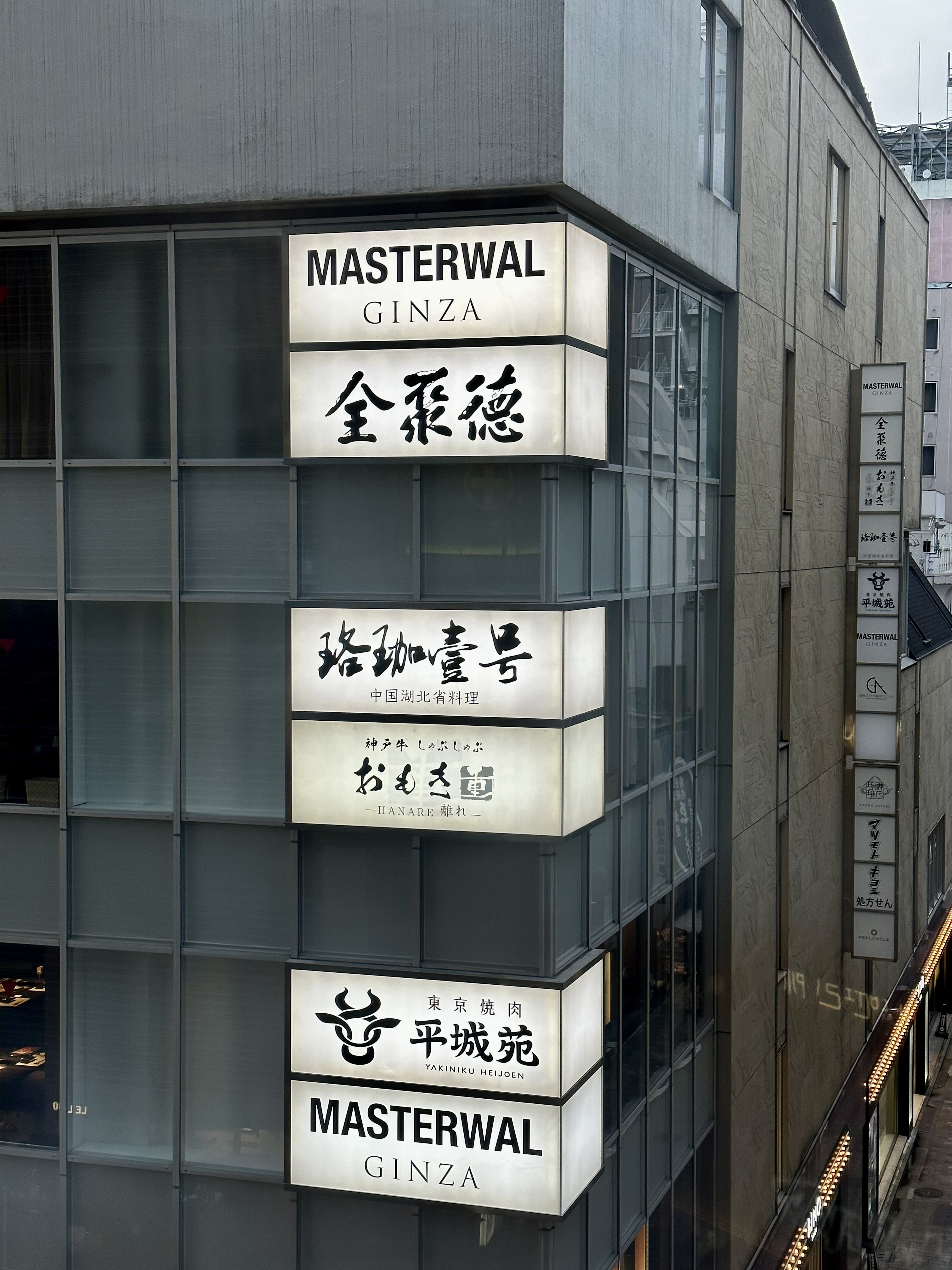
銀座の湖北料理専門店

湖北省の料理専門のレストランは中国においても希であり、国外においては希有といってよい。福建省・広東省など、湖北省から出稼ぎに行く人が多い地域には、湖北料理店がある場合もある。特に武漢の熱乾麺は簡単に作れることもあって、広東省などでも屋台で出されていることがある。
湖北風味としてアヒルの頸・足・内臓などの辛い煮付けを売る武漢市の「精武人家」などのチェーン店が省外にもある他、上海市発祥のチェーン店「久久丫」なども類似の品を中国各地で販売している。チェーンによっては熱乾麺も扱うものある。